# Масерија Санта Тереза (Напуљ)
Масерија Санта Тереза је насеље у Италији у округу Напуљ, региону Кампанија.
Према процени из 2011. у насељу је живело 294 становника. Насеље се налази на надморској висини од 26 м.